# Günther Trommer
Günther Trommer (* 28. Januar 1918 in Waldkirchen; † 11. April 1990) war ein deutscher Politiker und Landtagsabgeordneter (SPD).

## Leben und Beruf
Nach dem Besuch der Volksschule und des Gymnasiums mit dem Abschluss Abitur absolvierte er den Dienst im Reichsarbeitsdienst und anschließend den Kriegsdienst. Nach Gefangenschaft und Verwundung studierte Trommer für das Lehramt und war dann im Schuldienst tätig.
Er war seit 1946 Mitglied der SPD und in verschiedenen Parteigremien vertreten.

## Abgeordneter
Vom 21. Juli 1962 bis zum 23. Juli 1966 war Trommer Mitglied des Landtags des Landes Nordrhein-Westfalen. Er wurde im Wahlkreis 125 Altena-Land-Ost direkt gewählt.
Trommer war ab 1951 Mitglied im Stadtrat der Stadt Werdohl und von 1956 bis 1961 Bürgermeister. 1956 war er Mitglied im Kreistag des Landkreises Altena.